# Pentalene
Il Pentalene è un idrocarburo policiclico composto da due anelli di ciclopentadiene fusi la cui formula molecolare è C8H6. È antiaromatico, perché ha 4n elettroni π, dove n è un intero. Per questo motivo si dimerizza anche alla temperatura di –100°C. Il derivato 1,3,5-tri-terz-butilpentalene fu sintetizzato nel 1973. Grazie ai sostituenti terz-butili, il composto è termicamente stabile. I Pentaleni possono essere stabilizzati anche tramite benzoanellazione, alcuni esempi sono i composti benzopentalene e dibenzopentalene.
Il Pentalenato di Dilitio fu isolato nel 1962, molto prima del pentalene stesso, che venne isolato nel 1997. Esso fu preparato con la reazione tra il diidropentalene (prodotto per pirolisi di un isomero del diciclopentadiene) con l'n-butillitio in soluzione, formando un sale stabile. In accordo con la sua struttura, l'H-RMN mostra 2 segnali in un rapporto 2 a 1. L'aggiunta di due elettroni ne rimuove l'antiaromaticità e diventa una specie aromatica con 10 elettroni π, ed è perciò un analogo biciclico del dianione del cicloottatetraene C8H82−.
Il dianione può anche essere considerato come due anelli ciclopentadienili fusi, ed è stato usato come ligando in chimica organometallica per stabilizzare molti complessi mono e bimetallici, tra cui alcuni contenenti diversi legami metallo-metallo, e antibimetallici con livelli estremamente alti di comunicazione elettronica fra i centri.